# اوبراورزل
شهر اوبراورزل (به آلمانی: Oberursel) در ایالت هسن در کشور آلمان واقع شده‌است.